# حكي السنكريات
حكي السنكريات أو حكي السنكرية منطقة عراقية ذات جرف بناحية الشبكة بقضاء النجف بمحافظة النجف، بالبادية العراقية جنوب العراق.